# Roman Wańkowicz
Roman Leopoldowicz Wańkowicz (ros. Роман Леопольдович Ванькович, ur. 1 lutego 1937 we wsi Derewno w województwie nowogródzkim (obecnie w rejonie stołpeckim w obwodzie mińskim)) – pracownik kołchozu w rejonie stołpeckim, przodownik pracy, Bohater Pracy Socjalistycznej (1973).

## Życiorys
Urodził się w rodzinie chłopskiej. Skończył 7 klas szkoły w rodzinnej wsi, później uczył się w szkole fabryczno-zawodowej, po czym został skierowany przez Komsomoł do pracy w obwodzie irkuckim. Od 1956 do 1958 odbywał służbę wojskową w obwodzie czytyjskim, po demobilizacji uczył się w szkole mechanizatorów gospodarki rolnej w Oszmianie, którą ukończył w 1960. Później pracował jako traktorzysta w stacji maszynowo-traktorowej w obwodzie mińskim, następnie jako ślusarz w zjednoczeniu produkcyjnym maszyn rolniczych. Od 1962 pracował jako traktorzysta w kołchozie Krasnaja Zwiezda w rejonie stołpeckim, później został kierownikiem drużyny kołchoźników, osiągając wysokie plony ziemniaków. Był deputowanym do rady rejonowej, dwukrotnym deputowanym do Rady Najwyższej Białoruskiej SRR, członkiem KC Komunistycznej Partii Białorusi i członkiem Biura Stołpeckiego Komitetu Rejonowego KPB oraz delegatem na XXV Zjazd KPZR. W 1995 przeszedł na emeryturę. 24 lutego 2005 otrzymał honorowe obywatelstwo rejonu stołpeckiego.

## Odznaczenia
- Medal Sierp i Młot Bohatera Pracy Socjalistycznej (12 grudnia 1973)
- Order Lenina
- Order Rewolucji Październikowej

I medale.